# Schule In der Vahr
Die Schule In der Vahr in Bremen-Vahr, Ortsteil Gartenstadt Vahr, In der Vahr 75 und Vahrer Straße, stammt von 1957 bis 1963.
Die Gebäude stehen seit 2022 unter bremischem Denkmalschutz.

## Geschichte

### Gebäude
In Bremen entstand nach dem Zweiten Weltkrieg als Großwohnsiedlung der Stadtteil Vahr mit über 11.800 Wohnungen für rund 30.000 Einwohner. Die Schulen waren funktional ein Bestandteil des städtebaulichen Gesamtkonzepts mit kurzen Schulwegen und auch als kultureller Mittelpunkt mit multifunktionalen Versammlungsräumen und Bücherei innerhalb einer der sogenannten Nachbarschaften. In der Vahr wurden ab 1956 fünf Schulen errichtet.
Die zweigeschossigen Gebäude der Grund- und Hauptschule wurden von 1956 bis 1963 in vier Bauabschnitten nach Plänen von Max Säume und Günther Hafemann (beide Bremen) im Auftrag des Hochbauamts Bremen gebaut:
- bis 1957 der erste Pavillon,
- bis 1958 der zweite und dritte Pavillon,
- bis 1962 die Turnhalle und der Marktplatz (Versammlungsraum),
- bis 1963 Verwaltungsbau, Hausmeisterwohnung und Volksbücherei.

Das Landesamt für Denkmalpflege Bremen befand: „Für die Klassenräume der modernen Schule hatte sich damals das System mit Pavillons durchsetzt, eine Bauweise, die in Bremen nach Entwurf Walter Commichau für die Schulbauten Lothringer Straße und das Kippenberg-Gymnasium 1955 erstmals zur Anwendung kamen. Die Pavillons ermöglichten eine beidseitige Belichtung und die Erschließung von bis zu acht Klassen durch ein gemeinsames Treppenhaus“.
Die Gebäude wurden in den 2010er Jahren saniert.
Säume und Hafemann entwarfen u. a. auch das an das Schulgrundstück angrenzende Wohnquartier um die Visselhöveder Straße im Auftrag der Gewoba.

### Schule
Die heutige (2022) dreizügige Grundschule mit um die 260 Schülern ist seit 2015 eine offene Ganztagsschule mit bewegungserzieherischem Schwerpunkt. Aktuell (2022) unterrichten und betreuen 19 Lehrer, 8 Sonderpädagogen, 3 Referendare, 4 Vertretungslehrer, 7 pädagogische Mitarbeiter, 12 Inklusionsfachkräfte, 1 Schulsozialarbeiter, 1 FSJ-Kraft, 1 Sprachtherapeut, 1 Sekretärin und 1 Hausmeister die Kinder.41 Der Schulverein der Schule In der Vahr unterstützt die Schule.
2021/22 erhielt die Schule einen Mobilbau für eine Erweiterung sowie eine Mobilbau-Mensa mit drei Speiseräumen.